# Chlamisus texanus
Chlamisus texanus är en skalbaggsart som först beskrevs av Schaeffer 1906.  Chlamisus texanus ingår i släktet Chlamisus och familjen bladbaggar. Inga underarter finns listade i Catalogue of Life.